# Саррия (комарка)
Саррия (исп. Comarca de Sarria,  галис. Sarria)  — район (комарка) в Испании, входит в провинцию Луго в составе автономного сообщества Галисия.

## Муниципалитеты
1. Инсио
2. Ланкара
3. Парадела
4. Самос
5. Парамо
6. Сарриа
7. Триакастела

1. ↑  https://www.ine.es/dynt3/inebase/index.htm?padre=525